# Список почесних консульств України
Нижче представлено список почесних консульств України. Україна має дипломатичні стосунки із багатьма державами світу, але в більшості із них Україну представляє лише посольство. Тому в багатьох містах, де немає професійного дипломатичного чи консульського представництва, були відкриті почесні консульства, в яких працюють почесні консули, які не є професійними дипломатами і для яких обов'язки почесного консула не є основним працевлаштуванням. На 2021 рік, Україна мала 130 почесних консулів за кордоном, за даними МЗС. У 2024, налічувалось 95 почесних консульств.

## Польща
- Польща: Бидгощ (Кшиштоф Сікора)
- Польща: Вроцлав (Гжегож Джік)
- Польща: Зелена Гура (Збігнєв Джимала)
- Польща: Лодзь (Богдан-Хенрик Висоцькі)
- Польща: Ополє (Ірена Пордзік)
- Польща: Перемишль (Олександр Бачик)
- Польща: Познань (Вітольд Хоровський) (закрите у вересні 2019)
- Польща: Ряшів (Єжи Кшановський)
- Польща: Тарнів (Бартоломєй Бабушка)
- Польща: Холм (Станістав Адамяк)
- Польща: Щецин (Генрик Колодій)

## Сполучені Штати Америки
- США: Бірмінгем (Рой Скот Колсон)
- США: Детройт (Богдан Федорак)
- США: Клівленд (Андрій Футей)
- США: Новий Орлеан (Едвард Томас Хейз)
- США: Сіетл (Валерій Голобородько)
- США: Солт-Лейк-Сіті (Джонатан Кевін Фрідман)
- США: Тусон (Тарас Варварів)
- США: Х'юстон (Григорій Бучай)
- США: Філадельфія (Ірина Мазур)

## Європа
- Австрія: Ґрац (Фрідріх Мьостль)
- Австрія: Зальцбург (Мартін Панош)
- Австрія: Лінц (Ернст Хуттерер)
- Австрія: Клагенфурт-ам-Вертерзе (Хорст Шумі) (закрите у 2014 році)
- Андорра: Ордіно (Антоні Зорзано Рієра)
- Бельгія: Антверпен (Крістіан Стооп)
- Бельгія: Борглун (Кріс Бекерс)
- Білорусь: Гродно (Валентин Байко)
- Болгарія: Бургас (Дімітир Стоянов-Караненов)
- Болгарія: Пловдив (Димитр Георгієв)
- Болгарія: Русе (Пламен Бобоков)
- Вірменія: Ґюмрі (Сос Саакян)
- Греція: Патри (Александрос Ангелопулос)
- Греція: Пірей (Паріс Драгніс)
- Данія: Орхус (Мунк Мортен)
- Естонія: Пярну (В'ячеслав Леєдо; до 2011 року — Велло Ярвесалу)
- Ісландія: Рейк'явік (Сігстейн Палл Гретарссон)
- Іспанія: Валенсія (Пабло Хіль)
- Іспанія: Пальма-де-Майорка (Володимир Носов)
- Італія: Барі (Лоренцо Де Фронцо)
- Італія: Генуя (Джорджі Джорджіо)
- Італія: Катанія (Доменіко Платанія)
- Італія: Падуя (Марко Тозон)
- Італія: Флоренція (Ранієрі Понтелло)
- Кіпр: Пафос (Яніс Арістодему)
- Кіпр: Лімасол (Алексіс Фотіадіс)
- Литва: Каунас (Вігандас Бландіс)
- Литва: Клайпеда (Рімандас Стоніс)
- Литва: Шальчинінкай (Станіславас Алешевічюс)
- Латвія: Вентспілс (Степанов Олег Миколайович)
- Латвія: Лієпая (Олійник Юрій Іванович)
- Люксембург: Люксембург (Клод Раду)
- Мальта: Марса (Кристофер Дебоно)
- Нідерланди: Ден Бос (Карел Бургер Дірвен)
- Нідерланди: Амстердам (Еміль де Севран Жаке)
- Німеччина: Майнц (Гансюрген Досс)
- Португалія: Лісабон (Едуарду Норте Сантуш Сілва)
- Сан-Марино: Сан-Марино (Андреа Негрі)
- Словаччина: Вранов-над-Топльоу (Станіслав Обіцькі)
- Словенія: Крань (Санді Брезовнік)
- Угорщина: Сегед (Шандор Рот)
- Угорщина: Шіофок (Золтан Хорват)
- Франція: Мец (Ольга Надія Головач)
- Хорватія: Омишаль (Нікола Турчич)
- Хорватія: Спліт (Івіца Пирич)
- Чорногорія: Будва та Никшич (Предраг Мілович)
- Швейцарія: Фрібур (Андрей-Ніколас Лужницький)
- Швейцарія: Цуг (Йозеф Боллаг)

## Азія та Австралія
- Австралія: Мельбурн (посада вакантна)
- Австралія: Сідней (посада вакантна)
- Бангладеш: Дакка (Ахмед Акбар Собхан)
- В'єтнам: Хошимін (Ву Дінь Люєн)
- Ізраїль: Єрусалим (Офер Керцнер)
- Ізраїль: Хайфа (Арон Майберг)
- Індія: Мумбаї
- Казахстан: Караганда (Єрлан Досмагамбєтов)
- Казахстан: Костанай (Анатолій Тарасенко)
- Малайзія: Куала-Лумпур (Джалалудін Кассім)
- Монголія: Улан-Батор (Пуревсамбуу Батсайхан)
- М'янма: Янгон (Аунг Хлаінг У)
- Непал: Катманду (Кіран Вайдья)
- Оман: Маскат (Хані Джумаан Ашур Раджаб)
- Пакистан: Карачі (Джаббар Мемон Абдул)
- Південна Корея: Сеул (Лі Ву Йонг)
- Саудівська Аравія: Джидда
- Сирія: Алеппо (Тамер Аль-Тунсі)
- Сінгапур: (Судхір Гупта)
- Таїланд: Бангкок (Пріча Тіракіджпонг)
- Таїланд: Чонбурі (Банг Он Джансатхіа)
- Туреччина: Даламан (Хусейн Арслан)
- Туреччина: Чанаккале (Мехмет Ишик)
- Філіппіни: Маніла (Оскар де Венесіа)
- Шрі-Ланка: Коломбо (Дайя Ветхтхасінгхе)
- Японія: Кобе (Йошіхіко Окабе)

## Північна Америка
- Гватемала: Гватемала (Рікардо Ортіс Альтенбах)
- Домініканська Республіка: Санто-Домінго (Андреа Біамонті)
- Канада: Ванкувер (Любомир Гуцуляк)
- Мексика: Тіхуана (Педро Рамірес Кампусано)
- Панама: Панама (Хуан Карлос Хейлброн)

## Південна Америка
- Аргентина: Посадас (Дієго Муруняк)
- Аргентина: Ла-Плата (Лилик Петро)
- Болівія: Ла-Пас (Хорхе Лема Патіньо)
- Бразилія: Паранагуа (Маріано Чайковський)
- Бразилія: Сан-Паулу (Жорже Рибка)
- Еквадор: Гуаякіль (Хуан Франсіско Лассо Де Ла Торре)
- Еквадор: Кіто (Артуро Гріффін Баррос)
- Колумбія: Богота (Луїс Бернардо Рамірес Бранд)
- Парагвай: Фрам (Андрес Троцюк)
- Уругвай: Монтевідео (Дієго Гуадалупе Бренна)
- Чилі: Сантьяго (Алекс Тієрманн)

## Африка
- Гвінея: Конакрі (Шарль Амара Сосоадуно)
- ДР Конго: Кіншаса (Патрік Болонья)
- Республіка Конго: Браззавіль (Фостен Нгобейа)
- Кот-д'Івуар: Абіджан (Захер Айман)
- Маврикій: Порт-Луї (Куріман Абдул Махабуб)
- Мавританія: Нуакшот (Шебіх Шейх Маленін)
- Марокко: Касабланка (Хассан Кеттані)
- Марокко: Марракеш (Мохамед Ель Ідріссі)
- Марокко: Танжер (Мохаммед Мурад Шариф д'Уаззан)
- Мозамбік: Мапуту (Абіліу Де Лобау Соейра мл.)
- Руанда: Кігалі (Вінсент Ітангаєнда)
- Сейшельські Острови: Махе (Марина Морін-Аделін)
- Судан: Хартум (Муса Мохамед Саєд Маруф)
- Туніс: Сус (Руіссі Лотфі)
- Чад: Нджамена (Мусса Абакар Тахер)